# UNIVERSE (TRICERATOPSの曲)
「UNIVERSE」（ユニバース）は、日本のロックバンド、TRICERATOPSの11thシングル。1999年12月8日 、エピックレコードジャパンよりリリース。 

## 内容
- 4ヶ月連続リリース第4弾。アルバム『A FILM ABOUT THE BLUES』からのリカットシングル。

## 収録曲
1. UNIVERSE (5:17)
アルバムに収録されたものとはミックスが異なる。
WOWOW『WILD ARMS〜Twilight Venom〜』エンディングテーマ。
初のアニメタイアップとしており、オープニングテーマは本曲をオーケストラ風にアレンジされたインストメンタル曲になっている。この楽曲によるエンディングはTV放映時でしか確認が取れず、VHS、DVDは差し替え、サントラCDには収録されていない。
2. GOOD TIMES (LIVE Version) (4:07)

全作詞・作曲：和田唱　編曲：TRICERATOPS